# كونستانتوس دوكاس
كونستانتوس دوكاس ((باليونانية: Κωνστάντιος Δούκας)‏, 1060 – 18 October 1081)،  بالترجمة من اللاتينية قسطنطين دوكاس، كان الإمبراطور البيزنطي الصغير من 1060-1078، وأصبح الإمبراطور البيزنطي الأكبر لفترة قصيرة في 1078. كان كونستانتوس ابن الإمبراطور قسطنطين العاشر دوكاس والإمبراطورة إيدوكيا مكرمبولتيسا. عند ولادته، تم ترقيته إلى إمبراطور صغير، مع شقيقه ميخائيل السابع. وظل الإمبراطور الأصغر في عهد قسطنطين ورومانوس الرابع ديوجينيس وميخائيل السابع قبل أن يصبح إمبراطوراً كبيراً في 31 مارس 1078 بسبب تنازل ميخائيل السابع. وسرعان ما تم خلعه تفضيلاً لنقفور الثالث، الغاصب للحكم، بسبب عدم قدرته على الحكم. تم إرساله ليعيش في دير، حيث بقي حتى تذكره ألكسيوس الأول كومنين، الذي جعله جنرال. قُتل في 18 أكتوبر 1081، في معركة ديرهاخيوم.